# Light of My Life
Light of My Life és una pel·lícula dramàtica dels Estats Units del 2019 dirigida per Casey Affleck.

## Sinopsi
En un món apocalíptic, un pare intenta sobreviure amb la seva filla Rag, mentre una pandèmia mundial afecta la majoria de les dones. Per sobreviure, el pare decideix fer passar la Rag per un noi.